# Ръждиво кенгуру
Ръждивите кенгурута (Macropus rufus) са вид средноголеми бозайници от семейство Кенгурови (Macropodidae).

## Разпространение
Разпространени са в по-голямата част от Австралия, главно в саваните, полупустините и пустините.

## Описание
Ръждивото кенгуру най-едрият местен бозайник на континента, както и най-едрият съвременен торбест бозайник. Дължината на тялото му достига 1,3 – 1,6 m, дължината на опашката – 1,0 – 1,2 m, а масата – 55 – 85 kg, като женските са значително по-дребни от мъжките.

## Хранене
Активни са главно по здрач и през нощта, като се хранят предимно със зелените части на растения.